# Lotoskelch

Grundriss von KV62 (Das Grab des Tutanchamun)

Der Lotoskelch oder Alabaster-Kelch und von Howard Carter als Wishing Cup („Wunschtasse“) oder auch „Pokal“ bezeichnet, ist eines der über 5000 Objekte aus dem Grabschatz des Königs (Pharao) Tutanchamun (18. Dynastie, Neues Reich). Das Objekt mit der Fundnummer 014 befindet sich seit der Grabentdeckung als Exponat mit der Inventarnummer JE 67465 im Ägyptischen Museum in Kairo.

## Fundsituation
Das Grab (KV62) des jungen Königs war am 4. November 1922 im Tal der Könige in West-Theben von Howard Carter nahezu unberaubt entdeckt worden. Der Lotoskelch war eines der ersten Objekte, die Carter und seine Mitarbeiter beim Betreten der Grabanlage fanden. Das Gefäß hatte fast direkt hinter dem durchbrochenen Eingang vom Korridor zur Vorkammer (Antechamber) auf dem Boden gelegen und befand sich nicht in seiner ursprünglichen Position.

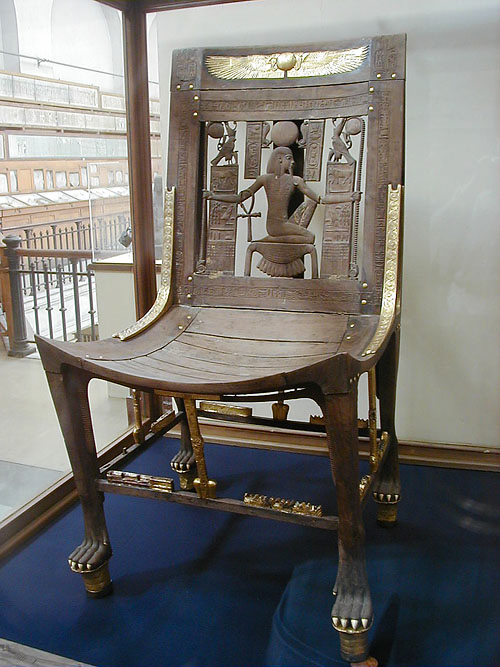
Stuhl aus dem Grab des Tutanchamun (JE 62029, Ägyptisches Museum Kairo)
Heh mit Symbolen für Unendlichkeit: Schen-Ring, Kaulquappe und Palmrippe auf dem Heb-Zeichen kniend

## Material und Bedeutung
Der Lotoskelch ist aus einem einzigen Stück Alabaster gearbeitet. Der Kelch hat die Form einer voll erblühten Lotosblüte. Die Henkel sind beidseitig gleich gestaltet und werden von empor wachsenden Lotosblüten gebildet, auf deren Spitzen der Blütenblätter der Gott Heh auf einem Korb, dem Heb-Zeichen, sitzt. In den Händen hält er jeweils die sogenannte Palmrippe, mit den Einkerbungen für die Jahreszählung, an deren unterem Ende eine Kaulquappe auf einem Schen-Ring sitzt. Dies sind die typischen Attribute des Gottes der „Millionen Jahre“, des Gottes der Unendlichkeit und Ewigkeit: Die Palmrippen stehen als Hieroglyphen für Jahre und sowohl das Zeichen Schen als auch die Kaulquappe für Unendlichkeit. Der kniende Gott bedeutet als Hieroglyphe als Zahlwort „eine Million“. Das Motiv findet sich auch auf anderen Gegenständen aus dem Grab. So beispielsweise auf einem der hölzernen Stühle (JE 62029, Fundnummer 87). Am oberen Ende jeder Palmrippe findet sich je ein Anch-Zeichen, das für Leben steht. Symbolisch steht dieser Kelch damit für das unendliche und ewige Leben des Königs Tutanchamun.
Der Lotos stand in der ägyptischen Mythologie für die Geburt des Sonnengottes, der dem Lotos entsteigt, nachdem sich dieser aus den Fluten des Ur-Gewässers Nun erhoben hatte. Der Name des Königs in der Mitte der geöffneten weißen Blüte symbolisiert damit die Wiedergeburt des Königs.

## Inschriften
Die Inschriften sind eingraviert und mit dunkler Paste ausgefüllt. Howard Carter kopierte diese Inschriften und bat Alan Gardiner um eine Übersetzung, da er dies für eine Publikation benötigte. Die Hauptblüte, die den eigentlichen Lotoskelch bildet, nennt den jeweils in Kartuschen geschriebenen Thron- (Neb-cheperu-Re – „Herr an Gestalten, ein Re“) und Eigennamen (Tut-anch-Amun – „Lebendes Abbild des Amun“) des Königs, „der in aller Ewigkeit leben möge“. Die erste Kolumne bezeichnet ihn als „geliebt von Amun-Re, Herr der Throne (Neb-nesut) der beiden Länder (taui), Herr des Himmels (Neb-pet).“ Die Lesung erfolgt von rechts nach links.
Die Inschrift am Kelchrand ist in zwei Richtungen zu lesen. Von rechts nach links, mit dem Horusfalken beginnend, stehen der seltenere verwendete Horusname und der Nebtiname Tutanchamuns. Von links nach rechts, mit dem Anch-Zeichen beginnend ist zu lesen:
May your spirit live, may you spend millions of years, you, who love Thebes, sitting with your face to the north wind, your eyes beholding happiness.
„Möge dein Ka leben, mögest du Millionen von Jahren verbringen, du, der du Theben liebst, du sitzt mit dem Gesicht im Nordwind, deine Augen erblicken Glückseligkeit.“

## Trivia
Howard Carter nannte den Lotoskelch aufgrund dieser Inschrift King’s Wishing Cup. Dem neuen Grabstein Howard Carters wurde die Wunsch-Inschrift dieses Lotoskelches hinzugefügt.

## Ausstellungen
Neben der Ausstellung im Ägyptischen Museum Kairo war der Lotoskelch als Exponat in den weltweit ersten Sonderausstellungen ausgewählter Originalfundstücke aus dem Grabschatz des Tutanchamun zu sehen. So unter anderem mit der Ausstellungsnummer 39 bei der Tutanchamun-Ausstellung in den Jahren 1980–1981 in Köln. Auch in der Ausstellung „Tutanchamun - Sein Grab und die Schätze“, in der ausschließlich Replikate zu sehen sind, wird der Kelch gezeigt.